# Eleccions parlamentàries ruandeses de 2003
Les eleccions parlamentàries ruandeses de 2003 van tenir lloc a Ruanda entre el 29 de setembre i el 2 d'octubre de 2003. Van ser les primeres eleccions parlamentàries al país des de 1988 i les segones eleccions nacionals multipartidistes a la història del país. Es van celebrar després de l'aprovació d'una nova constitució en un refèrendum a l'agost de 2003.
El resultat va ser una victòria per a la coalició dirigida pel Front Patriòtic Ruandès, que va obtenir 40 dels 53 escons elegits a la nova Cambra de Diputats de Ruanda i divuit dels 27 reservats per dones, joves i discapacitats. La participació va ser del 96,5%.

## Sistema electoral
Els 80 membres de la Cambra de Diputats de Ruanda consistien en 53 membres elegits directament per representació proporcional en un districte nacional únic, 24 dones elegides per col·legis electorals i tres membres triats per mini-comitès, dos dels quals representaven joves i un representat persones amb discapacitat.

## Campanya
El total de 230 candidats va disputar-se els 53 escons directament elegits, amb el període oficial de campanya que començava el 5 de setembre de 2003.

## Resultats
| Coalició Front Patriòtic          | Front Patriòtic Ruandès            | 2,774,661 | 73.78 | 33 |
| Coalició Front Patriòtic          | Partit Demòcrata Centrista         | 2,774,661 | 73.78 | 3  |
| Coalició Front Patriòtic          | Partit Democràtic Ideal            | 2,774,661 | 73.78 | 2  |
| Coalició Front Patriòtic          | Unió Democràtica del Poble Ruandès | 2,774,661 | 73.78 | 1  |
| Coalició Front Patriòtic          | Partit Socialista Ruandès          | 2,774,661 | 73.78 | 1  |
| Partit Socialdemòcrata            | Partit Socialdemòcrata             | 463,067   | 12.31 | 7  |
| Partit Liberal                    | Partit Liberal                     | 396,978   | 10.56 | 6  |
| Partit pel Progrés i la Concòrdia | Partit pel Progrés i la Concòrdia  | 83,563    | 2.25  | 0  |
| Independents                      | Independents                       | 42,333    | 1.13  | 0  |
| Escons reservats                  | Escons reservats                   | –         | –     | 27 |
| Nuls/en blanc                     | Nuls/en blanc                      | 58,001    | –     | –  |
| Total                             | Total                              | 3,818,603 | 100   | 80 |
| Votants registrats/participació   | Votants registrats/participació    | 3,958,058 | 96.48 | –  |
| Font: African Elections Database  |                                    |           |       |    |